# Anne O'Hare McCormick
Pour les articles homonymes, voir McCormick.
Anne O'Hare McCormick, née le 16 mai 1880 à Wakefield en Angleterre, morte le 29 mai 1954 à New York, est une journaliste et écrivaine américaine. Elle est correspondante du New York Times. 
À une époque où le domaine est presque exclusivement « un monde d'hommes », elle devient la première femme à recevoir un prix Pulitzer dans une catégorie majeure du journalisme, remportant en 1937 le prix Pulitzer de la correspondance. 
Elle contacte en 1921 le New York Times pour être contributrice indépendante en Europe. Elle devient en 1936 la première femme nommée au comité de rédaction du Times.
À la veille de la Seconde Guerre mondiale, Anne McCormick passe cinq mois en 1939 dans 13 pays différents, s'adressant à la fois aux dirigeants politiques et aux citoyens ordinaires pour rendre compte de l'augmentation des tensions et de la crise imminente. Elle aurait parlé politique avec le président Franklin D. Roosevelt. Pour les reportages qu'elle effectue pendant la Seconde Guerre mondiale, le ministère de la Guerre distingue Anne McCormick en 1946 d'une médaille en reconnaissance de « son service exceptionnel et remarquable au sein des forces armées dans des conditions de combat difficiles et dangereuses ».
La même année 1946, elle est choisie pour représenter les États-Unis en tant que membre de la première délégation à la conférence de l'UNESCO aux Nations Unies.
Julia Edwards indique qu'Anne McCormick « établit une nouvelle norme en matière de commentaire sur les affaires mondiales, elle explore un monde en conflit pour répondre à la question : Pourquoi ? »

## Biographie

### Jeunesse et formation

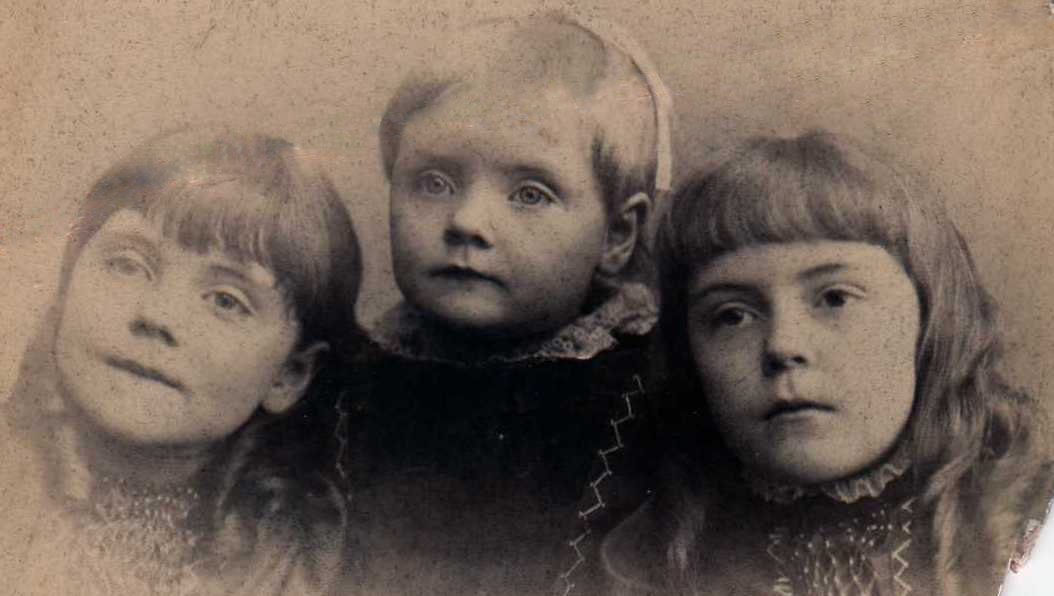
Anne O'Hare McCormick à 10 ans, à droite, avec ses sœurs Mabel et Florence.

Anne O'Hare nait à Wakefield, en Angleterre, le 16 mai 1880. Elle est la fille de Thomas J. O'Hare et Theresa Beatrice son épouse ; elle est l'aînée d'une fratrie de trois enfants,,. Elle émigre aux États-Unis peu de temps après sa naissance et passe son enfance dans le Massachusetts avant de s'installer à Columbus, dans l'Ohio. Son père quitte le foyer lorsqu'elle a quatorze ans, en 1894. Elle effectue ses études au Collège Sainte-Marie des Sources, qui était alors un lycée. À la fin des quatre ans d'études, elle reçoit le premier des 17 diplômes honorifiques décernés. Elle n'a jamais fréquenté l'université.

### Débuts professionnels
Après son diplôme comme major de promotion en 1898, la famille déménage à Cleveland, où sa mère Teresa Beatrice O'Hare publie son livre, Songs at Twilight. Elles deviennent toutes les deux rédactrices associées pour le Catholic Universe Bulletin. Anne O'Hare épouse Francis J. McCormick Jr., importateur et dirigeant de la Dayton Plumbing Supply Company, le 14 septembre 1910,. Ils s'installent dans une maison de Dayton appelée « Hills and Dales ». Il déménagent dans les années 1930 pour s'installer au Gotham puis à l'hôtel Carlyle à New York, lorsqu'ils ne voyagent pas en Europe. Les activités d’import-export de son mari et sa carrière coïncidaient bien. Au début, elle voyage avec lui jusqu'à ce que ses missions deviennent trop exigeantes pour suivre son mari. Il se retire alors et voyage avec elle tout en organisant leurs affaires.

### Journaliste
À Dayton, Anne McCormick commence à écrire en freelance et voyage en Europe lors des voyages d'affaires de son mari. Ses articles et reportages sont publiés par le Catholic World, The Reader Magazine, The Smart Set, The Bookman et The New York Times Magazine. En 1917, elle écrit un ouvrage sur les obstacles auxquels sont confrontés les femmes dans le journalisme. En 1921, à 39 ans, elle demande à Carr Van Anda si elle peut rédiger des articles pour le New York Times, sur des questions qui n'ont pas encore fait l'objet d'enquêtes par les journalistes étrangers du Times. Le Times accepte. Anne McCormick publie alors les premières enquêtes approfondies sur la montée de Mussolini et du fascisme en Italie,,,. Selon sa notice biographique dans Current Biography en 1940, « elle fut peut-être la première journaliste à voir qu'un jeune rédacteur en chef de journal milanais, à la mâchoire de lanterne, affamé et insignifiant, atteindrait une importance mondiale »,. Le Times fait d'Anne McCormick une collaboratrice régulière en 1922. Les trois années suivantes, elle écrit aussi pour l'Atlantic Monthly . À partir de 1925, elle travaille exclusivement pour le Times, jusqu'à sa mort, à l'exception d'une série d'articles dans le Ladies' Home Journal.
Bien qu'on lui attribue la prédiction de l'importance de Mussolini, en tant qu'envoyée spéciale du New York Times et plus tard comme chroniqueuse de politique étrangère, elle entretient des liens politiques avec une Italie idéalisée. Pendant les deux décennies suivantes, elle décrit aux Américains les beautés poétiques de l'Italie et fait l'apologie du fascisme, selon l'historien John Patrick Diggins,. Même si l'éditorial du New York Times est moins bien disposé à soutenir le fascisme que ses correspondants comme Anne McCormick, il justifie l'invasion de l'Éthiopie par l'Italie, l'envoi de « volontaires » italiens pour soutenir la révolte du général Franco contre le gouvernement espagnol démocratiquement élu pendant la guerre d'Espagne. Lorsque le fascisme s'est effondré en 1943, écrit Diggins, « elle est moins déçue par Mussolini que par les Italiens “apathiques” qui l'ont laissé tomber ». Selon Diggins, Anne McCormick « est tombée sous le charme » de Mussolini et « donne aux lecteurs du New York Times non pas tant une analyse du fascisme qu'un portrait idéalisé d'une Italie ressuscitée ».
Anne McCormick est nommée en 1935 l'une des dix femmes américaines les plus remarquables par la suffragette Carrie Chapman Catt,. Le responsable éditorial du New York Times, Adolph Ochs, n'embauche pas de femmes journalistes, elle conserve donc le statut d'envoyée spéciale jusqu'à la mort de ce responsable. Son successeur, Arthur Hays Sulzberger, l'engage le 1er juin 1936, en tant que première femme membre du comité éditorial, avec un salaire de départ de 7 000 $ par an. À sa mort dans les années 1950, elle gagne 30 624 dollars, soit plus que tous les hommes de la rédaction du journal, sauf quatre. Dans sa lettre à Sulzberger, acceptant le poste, elle déclare qu'elle ne « se limitera pas au “point de vue d'une femme” ». Ses reportages en Europe cette année-là sont récompensées en 1937 par le prix Pulitzer. 
Elle commence une chronique régulière le 1er février 1937. Avant le début de la Seconde Guerre mondiale, McCormick obtient des entretiens avec Mussolini, avec Hitler en 1933, avec Staline, avec le premier ministre britannique Winston Churchill, le président des États-Unis Franklin D. Roosevelt, avec les papes Pie XI, Pie XII et d'autres dirigeants mondiaux,. Elle reconnaît la popularité d'Hitler en Allemagne, tandis que d'autres journalistes américains sont surpris de ses succès électoraux. Après la guerre, elle couvre les procès de Nuremberg et la guerre civile grecque. Elle critique l'homme politique américain John Foster Dulles pour avoir menacé d'utiliser la bombe atomique avant que l'URSS ne l'ait.

### Instances internationales
Elle est nommée déléguée auprès de l'Organisation des Nations unies pour l'éducation, la science et la culture (Unesco) en 1946 et en 1948, peu après la création de cet organisme.

### Mort, postérité
Anne McCormick meurt à New York le 29 mai 1954 ; elle est enterrée au cimetière Gate of Heaven à Hawthorne. Son décès est annoncé en première page du journal.
Le président Dwight Eisenhower la qualifie de « véritablement grande journaliste, respectée dans son pays et à l'étranger pour son analyse approfondie et sa présentation impartiale des développements de l'actualité de notre époque ». Le journaliste du Times, James Reston, déclare : « Elle a mis en lumière tout ce qu'elle écrivait », et en 1999, 45 ans après sa mort, il écrit : « Elle est toujours dans mon esprit ». Le ministre britannique des Affaires étrangères Anthony Eden la qualifie de « championne de toutes les bonnes causes ». « Cette femme nous a quitté à un moment où son courage et sa clairvoyance nous auraient été particulièrement précieux », déclare le ministre français Georges Bidault.

## Hommages et récompenses
En 1945, le club Altrusa International pour femmes cadres remet à Anne McCormick son prix de service distingué.
Elle est élue en 1947 à l'Institut national des Arts et des Lettres, maintenant l'Académie nationale américaine des Arts et des Lettres.
En 1949, l'American Irish Historical Society décerne à Anne McCormick une médaille d'or « en reconnaissance de son éminence dans le journalisme ».
Le New York Newspaper Women's Club, où McCormick exerce plusieurs mandats comme vice-présidente,,, crée la bourse de journalisme Anne O'Hare McCormick en mémoire de son nom. La bourse est destinée aux étudiantes de la Graduate School of Journalism de l'Université Columbia ; la première bourse est attribuée en 1955,,.

## Ouvrages
- St. Agnes Church. Cleveland. Ohio. An interpretation, 1920.
- The Hammer and the Scythe: Communist Russia Enters the Second Decade 1928.
- The World at Home, 1956.
- Vatican Journal, 1921-1954, 1957.
- Europa e Stati Uniti secondo il New York Times : la corrispondenza estera di Anne O'Hare McCormick, 1920-1954, 2000.